# Dobsonia pannietensis
Dobsonia pannietensis és una espècie de ratpenat endèmica de Papua Nova Guinea.